# Messiah War
Messiah War è un crossover che intreccia le testate Cable e X-Force a cominciare dall'albo fuori collana X-Force/Cable: Messiah War. Pubblicato dalla Marvel Comics fra marzo e giugno 2009 viene descritto come il secondo capitolo di una saga in tre parti che servirà a ridefinire l'universo mutante. Per i temi trattati la storia si collega al precedente capitolo Messiah Complex e termina in Secondo avvento.

## Trama

### Capitolo I
Mentre Alfiere è impegnato a convincere un misterioso interlocutore ad aiutarlo ad uccidere Cable per salvare il futuro, nel presente Ciclope invia X-Force in soccorso del figlio ignorando le obiezioni di Bestia. Giunta in un apocalittico 2973 con sole trentatré ore e mezza per compiere la propria missione, X-Force viene attaccata da un Deadpool millenario con il quale decide di scendere a patti poiché sembra conoscere la locazione di Cable. Giunti in prossimità di Westchester, sito sul quale sorgeva lo Xavier Institute ormai ridotto ad un cumulo di macerie, Wolverine, X-23, Warpath e Arcangelo entrano in contatto con Cable e Hope e dopo qualche scaramuccia il primo li informa di essere caduti in trappola: utilizzando vari tipi di armi, Alfiere ha distrutto buona parte della Terra obbligandoli a rifugiarsi nell'unico luogo possibile (Westchester, appunto) prima di isolare l'intera zona tramite un campo di forza che impedisce sia l'accesso che la fuga. Promettendo la testa di Cable e quella di Apocalisse, Alfiere riesce ad ottenere l'aiuto del suo interlocutore che si rivela essere Stryfe.

### Capitolo II
Osservando la città celeste di Stryfe, Wolverine e Cable costringono Deadpool a raccontar loro gli avvenimenti degli ultimi novecento anni e la sua ascesa al potere dopo che questi aveva sconfitto Apocalisse, risvegliato prematuramente dal suo sonno millenario da Alfiere. Occupato nella discussione, il gruppo non si accorge dell'arrivo delle truppe di Stryfe che ingaggiano battaglia costringendoli a dividersi: Elixir, Svanitore e Hope si danno alla fuga, X-Force, Cable e Deadpool si gettano nella mischia e Arcangelo vola via dopo aver sentito una voce familiare invocare aiuto. Terminato lo scontro il gruppo si riunisce e fa appena in tempo a riprendere il fiato, che Stryfe in persona li attacca mettendoli fuori gioco uno alla volta e rapendo Hope e Warpath, a cui Wolverine aveva affidato il compito di proteggerla a costo della vita. Non lontano, Arcangelo giunge nel luogo in cui la voce lo guidava e rinviene un debole e vecchio Apocalisse ancora in vita.

### Capitolo III
All'interno della città celeste impegnato a torturare Warpath sotto lo sguardo di Hope, Stryfe viene colto di sorpresa dai naniti di Alfiere e messo temporaneamente fuori combattimento lasciandogli così campo libero per uccidere la bambina. All'esterno intanto, X-Force dietro suggerimento di Domino decide di dividersi: Wolverine, Cable ed Elixir andranno in soccorso dei prigionieri, mentre Domino, X-23, Svanitore e Deadpool indagheranno le cause dello strano blocco temporale che impedisce loro di fuggire. Ripresosi appena in tempo, Stryfe impedisce ad Alfiere di uccidere Hope e leggendole la mente scopre l'affetto che Cable nutre per lei decidendo di usarla per attirare suo fratello e ucciderlo; incuriosita dal suo aspetto, Hope riesce a togliergli la maschera e, poiché all'oscuro di tutta la sua storia passata, lo scambia per Cable affidandosi completamente a lui. Fatti fallire i tentativi di Warpath e Alfiere, rispettivamente per salvarla e ucciderla, Stryfe viene colto di sorpresa dall'arrivo di Cable che usando la sua telepatia scherma la presenza di Wolverine ed Elixir che riescono così quasi ad ucciderlo. Dentro la città, nel frattempo, X-23 e Domino apprendono da Deadpool che la fonte dello scudo temporale non è un macchinario bensì una persona tenuta in ostaggio. Lontano, sui monti Adirondacks, dopo aver combattuto una dura battaglia con se stesso Arcangelo giunge alla conclusione di non poter uccidere Apocalisse ed accetta di portarlo con sé nel viaggio di ritorno verso la città celeste per vendicarsi del figlio.

### Capitolo IV
Messi fuori combattimento gli avversari, Stryfe carpisce dalla mente di Elixir l'importanza di Hope e si lancia al suo inseguimento riuscendo a catturarla e prefiggendosi di istruirla come suo successore mentre Alfiere aizza Wolverine, ormai ridotto ad agire seguendo il puro istinto dalla telepatia di Stryfe, contro Cable nella speranza di rallentarlo. Raggiunto l'ex-alleato ed Hope, i suoi piani di vendetta vengono funestati dall'intromissione dei due X-Men prima impegnati a scannarsi tra loro che non esitano ad ingaggiare battaglia. Intanto, dall'altra parte della cittadella, Svanitore e X-23 trovano l'origine del blocco temporale: la mutante Kiden Nixon. Come spiegato loro da Deadpool, Kiden venne prelevata dal passato da Stryfe e Alfiere ed obbligata dalla telepatia del primo a bloccare il tempo dell'intera linea temporale. Deciso a fare ammenda per le proprie azioni Deadpool annuncia agli altri di voler contribuire ad eliminare Stryfe e raggiunto il luogo dello scontro gli spara contro un raggio laser facendolo precipitare in un crepaccio proprio nel momento in cui i timer temporali di X-Force segnano lo zero. Mentre i loro corpi subiscono gli effetti collaterali del blocco temporale avvicinandoli sempre più alla morte, Domino decide di ascoltare le preghiere di Kiden e porre fine alla sua vita permettendo la scomparsa del campo temporale nel momento in cui Stryfe riemerge dal crepaccio e uccide Deadpool. Ritornato alla cittadella con Arcangelo, Apocalisse recupera le poche forze rimastegli riuscendo a sconfiggere il figlio e portando in salvo Hope dichiarandola degna di ospitare la sua essenza. Al termine dello scontro, menomato di un arto e di un occhio Alfiere decide di scomparire nel flusso temporale ed Arcangelo chiede al suo signore di restituirgli la bambina come pagamento del dolore che in passato gli aveva causato. Allontanasi dal luogo dello scontro X-Force ode le urla di dolore di Stryfe e la minaccia di Apocalisse di farne il suo nuovo ospite. Sopraffatto dal dolore Wolverine ordina a Cable di teletrasportarsi ma, a causa della preoccupazione per Elixir e X-23 che anima Hope, perde la presa sulla bambina e i due si separano nel momento in cui entrano nel flusso temporale. Diviso ciò che resta del gruppo dopo l'anticipato ed egoistico ritorno al presente di Svanitore, Wolverine, Arcangelo ed Elixir si dirigono alla sede delle Nazioni Unite per fermare la Lega Sapiens mentre X-23, Domino e Warpath vengono incaricati di salvare Boom-Boom. Tolti i dispositivi X-Force ritorna al presente.

## Pubblicazione
- Capitolo 1
  - X-Force/Cable: Messiah War (marzo 2009, in USA)
  - X-Men Deluxe n. 179 (febbraio 2010, in Italia)
- Capitolo 2
  - Cable n. 13 (aprile 2009, in USA)
  - X-Men Deluxe n. 180 (marzo 2010, in Italia)
- Capitolo 3
  - X-Force n. 14 (aprile 2009, in USA)
  - X-Men Deluxe n. 180 (marzo 2010, in Italia)
- Capitolo 4
  - Cable n. 14 (maggio 2009, in USA)
  - X-Men Deluxe n. 181 (aprile 2010, in Italia)
- Capitolo 5
  - X-Force n. 15 (maggio 2009, in USA)
  - X-Men Deluxe n. 181 (aprile 2010, in Italia)
- Capitolo 6
  - Cable n. 15 (giugno 2009, in USA)
  - X-Men Deluxe n. 182 (maggio 2010, in Italia)
- Capitolo 7
  - X-Force n. 16 (giugno 2009, in USA)
  - X-Men Deluxe n. 182 (maggio 2010, in Italia)